# Kropiwna Niższa
Kropiwna Niższa (ukr. Нижча Кропивна) – wieś na Ukrainie, w obwodzie winnickim, w rejonie niemirowskim.
Pod rozbiorami siedziba gminy Kropiwna Niższa w powiecie hajsyńskim guberni podolskiej.

## Dom mieszkalny
- dom mieszkalny wybudowany ok. 1820 r. przez Ludwika Łączyńskiego[1].